# Conche
Conche är en ort i Kanada.   Den ligger i provinsen Newfoundland och Labrador, i den östra delen av landet, 1 600 km öster om huvudstaden Ottawa. Conche ligger 1 meter över havet och antalet invånare är 225.